# Джошгун Дінієв
Джошгун Дінієв (азерб. Coşqun Diniyev; нар. 13 вересня 1995, Баку) — азербайджанський футболіст, півзахисник клубу «Чорум» та національної збірної Азербайджану.

## Клубна кар'єра
Народився 13 вересня 1995 року в місті Баку в родині футболіста Шахіна Дінієва. Вихованець «Інтера» (Баку). 18 листопада 2012 року дебютував за основну команду в матчі чемпіонату проти «Турана» (Товуз)
. У сезоні 2014/15 став основним гравцем клубу, взявши участь у 26 матчах чемпіонату.
1 червня 2015 року Дінієв підписав дворічний контракт з «Карабахом». У складі «Карабаху» чотири рази поспіль виграв національний чемпіонат, а також став дворазовим володарем національного кубка.
У 2019 році перейшов до складу іншого столичного клубу – «Сабаха».

## Виступи за збірні
27 жовтня 2011 року провів свій дебютний матч в складі юнацької збірної Азербайджану до 17 років у хорватському місті Умаг проти збірної Бельгії, у відбірковому матчі до чемпіонату Європи. Всього взяв участь у 7 матчах на юнацькому рівні.
2015 року залучався до складу молодіжної збірної Азербайджану. На молодіжному рівні зіграв у 2 офіційних матчах.
7 червня 2015 року дебютував в офіційних матчах у складі національної збірної Азербайджану у товариському матчі проти Сербії.

## Титули і досягнення
- Чемпіон Азербайджану (4):

«Карабах»: 2015–16, 2016–17, 2017–18, 2018–19
- Володар Кубка Азербайджану (2):

«Карабах»: 2015–16, 2016–17
- Переможець Ісламських ігор солідарності: 2017